# Ahatanhel Krymskyj

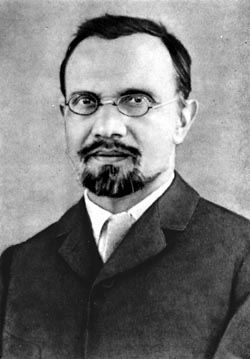
A. Ju. Krymskyj

Ahatanhel Juchymowytsch Krymskyj (ukrainisch Агатангел Юхимович Кримський, krimtatarisch Agatangel Yuhımovıç Krımskiy; * 3. Januarjul. / 15. Januar 1871greg. in Wolodymyr; † 25. Januar 1942 in Kustanai) war ein krimtatarisch-ukrainischer Schriftsteller, Orientalist und Mitglied der Ukrainischen Akademie der Wissenschaften (ab 1918).

## Wissenschaftler
Krymskyj, Sohn eines Lehrers, schloss 1892 sein Studium am Institut der östlichen Sprachen in Moskau ab. 1896 beendete er sein Studium an der historisch-philologischen Fakultät der Moskauer Universität. Um seine Arabischkenntnisse zu verbessern, verbrachte Krymskyj zwei Jahre im Libanon. 
Krymskyj war von 1898 bis 1900 Dozent, von 1900 bis 1918 Professor am Institut für östliche Sprachen in Moskau, von 1918 bis 1941 Professor an der Universität Kiew. Er gehörte zu den Begründern der Ukrainischen Akademie der Wissenschaften.
Er ist der Autor zahlreicher Arbeiten über die Geschichte und die Kultur der Völker des Ostens (vor allem arabische Länder, Iran, Türkei). Besonders zu erwähnen ist sein Beitrag für das Studium der Sprache und der Kultur der Krimtataren, aus dessen Volk sein Vater stammte. Als einer der ersten Orientalisten Russlands betrachtete Krymskyj die Geschichte des Ostens als Teil der Weltgeschichte.

## Autor
Krymskyj war zudem als Schriftsteller tätig und veröffentlichte u. a. die Sammlung „Повістки й ескізи з українського життя“ (Novellen und Erzählungen aus dem ukrainischen Leben, 1895), drei Gedichtbände unter dem Titel „Пальмове гілля“ (Palmzweige, 1901–1922) und den Roman „Андрій Лаговський“ (Andrij Lahowskyj, 1905). Er war mit den Autoren Iwan Franko und Lessja Ukrajinka befreundet.

## Auszeichnungen und Ehrungen

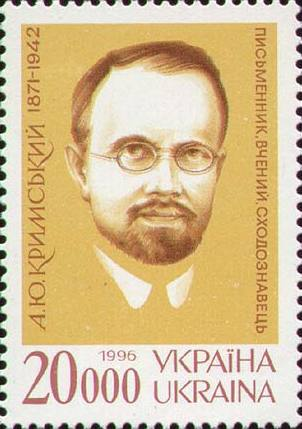
Briefmarke zum 125. Geburtstag von Krymskyj (Ukraine 1996)

- Krymskyj wurde mit dem Orden des Roten Banners der Arbeit ausgezeichnet.
- Die ukrainische Post gab 1996 anlässlich des 125. Geburtstags von Krymskyj eine Sondermarke heraus.
- Anlässlich seines 150. Geburtstages gab die Nationalbank der Ukraine 2021 ihm zu Ehren eine 2-Hrywnja-Gedenkmünze heraus.[1]

## Ausgewählte Werke
- История мусульманства (Die Geschichte des Islam), 3 Bände, Moskau 1903/04.
- История Турции и ее литературы (Die Geschichte der Türkei und ihrer Literatur), 2 Bände, Moskau 1910–1916.
- История арабов и арабской литературы светской и духовной (Die Geschichte der Araber und der arabischen weltlichen und geistlichen Literatur), 3 Bände, Moskau 1911–1913.
- История новой арабской литературы (Geschichte der neueren arabischen Literatur), Moskau 1971.